# وصول مباشر للذاكرة

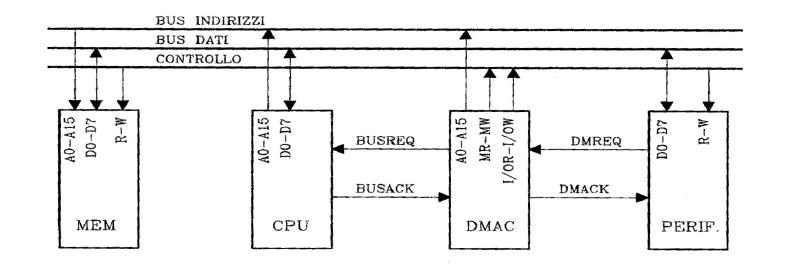

الوصول المباشر للذاكرة (بالإنجليزية: Direct memory access)‏ هو خاصية في نظم الحاسوب تسمح لعدد من النظم المكونة للحاسوب أن تتصل بذاكرة النظام الرئيسية بشكل مستقل عن المعالج.
بدون تلك الخاصية فإن المعالج يكون مشغولًا خلال عمليات الدخل والخرج الواردة من ملحقات الحاسوب، مما يمنعه من أداء أي أعمال أخرى خلال تلك الفترة. أما إن توافرت هذه الخاصية فإن المعالج يكتفي ببدء عملية النقل، ويواصل أداء الوظائف الأخري خلال عملية النقل، وحين إنهاء العملية يستقبل المعالج إشارة مقاطعة من متحكم الوصول المباشر للذاكرة. تعد هذه الخاصية ناجعة في حالة عدم قدرة المعالج على مواكبة معدل نقل البيانات، كما أنها تسمح للمعالج بأداء الوظائف الضرورية خلال انتظاره انقضاء عملية نقل بيانات التي قد تكون بطيئة نسبيًا. تستخدم العديد من نظم العتاد خاصية الوصول المباشر، مثل متحكمات قارئات الأقراص وبطاقات الرسوميات والشبكة والصوت. كما تستخدم تلك الخاصية في عمليات نقل البيانات داخل رقاقات المعالجات متعددة اللب. إن الحواسيب التي تمتلك قنوات للوصول المباشر تستطيع نقل البيانات ما بين الأجهزة بأقل فترة تعطيل للمعالج. كما أن عناصر المعالجة داخل المعالجات متعددة النواة تستطيع التواصل مع ذاكرتها دون أن يحتل ذلك جزءًا من وقت المعالجة، ما يتيح لها أداء وظائف المعالجة ونقل البيانات على التوازي.